# Der Hobbit: Eine unerwartete Reise
Der Hobbit: Eine unerwartete Reise (im Original The Hobbit: An Unexpected Journey) ist ein neuseeländisch-US-amerikanischer Fantasyfilm von Peter Jackson und der erste Teil einer dreiteiligen Verfilmung des Romans Der Hobbit von J. R. R. Tolkien aus dem Jahr 1937. Der nachfolgende Teil Der Hobbit: Smaugs Einöde erschien 2013. Abgeschlossen wird die Serie mit Der Hobbit: Die Schlacht der Fünf Heere. Die drei Teile stellen Prequels zu Jacksons Der-Herr-der-Ringe-Trilogie dar. Die Weltpremiere des Films fand am 28. November 2012 in Wellington, Neuseeland, statt. In Deutschland und Österreich kam der Film am 13. Dezember 2012 in die Kinos.
Der Film spielt 60 Jahre vor Tolkiens Der Herr der Ringe und enthält einige Elemente dieses Romans. Er erzählt die Geschichte des Hobbits Bilbo Beutlin, der von dem Zauberer Gandalf gebeten wird, ihm und 13 Zwergen – angeführt von Thorin Eichenschild – zu helfen, den von dem Drachen Smaug eroberten Berg Erebor zurückzugewinnen.
Der Hobbit: Eine unerwartete Reise erhielt gemischte bis positive Kritiken und stieg zum viert-erfolgreichsten Film 2012 auf und steht derzeit auf Platz 53 (Stand: 31. Dezember 2024) der erfolgreichsten Filme aller Zeiten. Der Film spielte weltweit rund 1017 Mio. US-Dollar (939,6 Mio. Euro; 896,7 Mio. Schweizer Franken) ein, womit Der Herr der Ringe: Die Gefährten (2001) und Der Herr der Ringe: Die zwei Türme (2002) übertroffen wurden. Neben drei Oscar-Nominierungen wurde der Film für drei British Academy Film Awards und vier Critics’ Choice Movie Awards nominiert.

## Handlung
Der gealterte Hobbit Bilbo Beutlin beginnt in Hobbingen im Auenland kurz vor seinem 111. Geburtstag mit der Aufzeichnung seiner Erinnerungen, in der er seinem Neffen Frodo endlich seine gesamten Abenteuer erzählen will. Im Vorwort berichtet er vom Zwergenkönigreich Erebor unter dem Einsamen Berg, oberhalb der Menschenstadt Thal, in dem die Zwerge unter der Führung König Thrórs unermessliche Schätze lagerten, darunter auch den Arkenstein. Eines Tages erschien – vom Gold angelockt – der Feuerdrache Smaug, zerstörte Thal, besiegte die Zwerge und ließ sich im Berg inmitten des Schatzes nieder; die das Ereignis beobachtenden Elben unter Thranduil griffen dabei nicht ein. Die Zwerge wurden, angeführt von Thrórs Enkel Thorin Eichenschild, über Mittelerde verstreut.

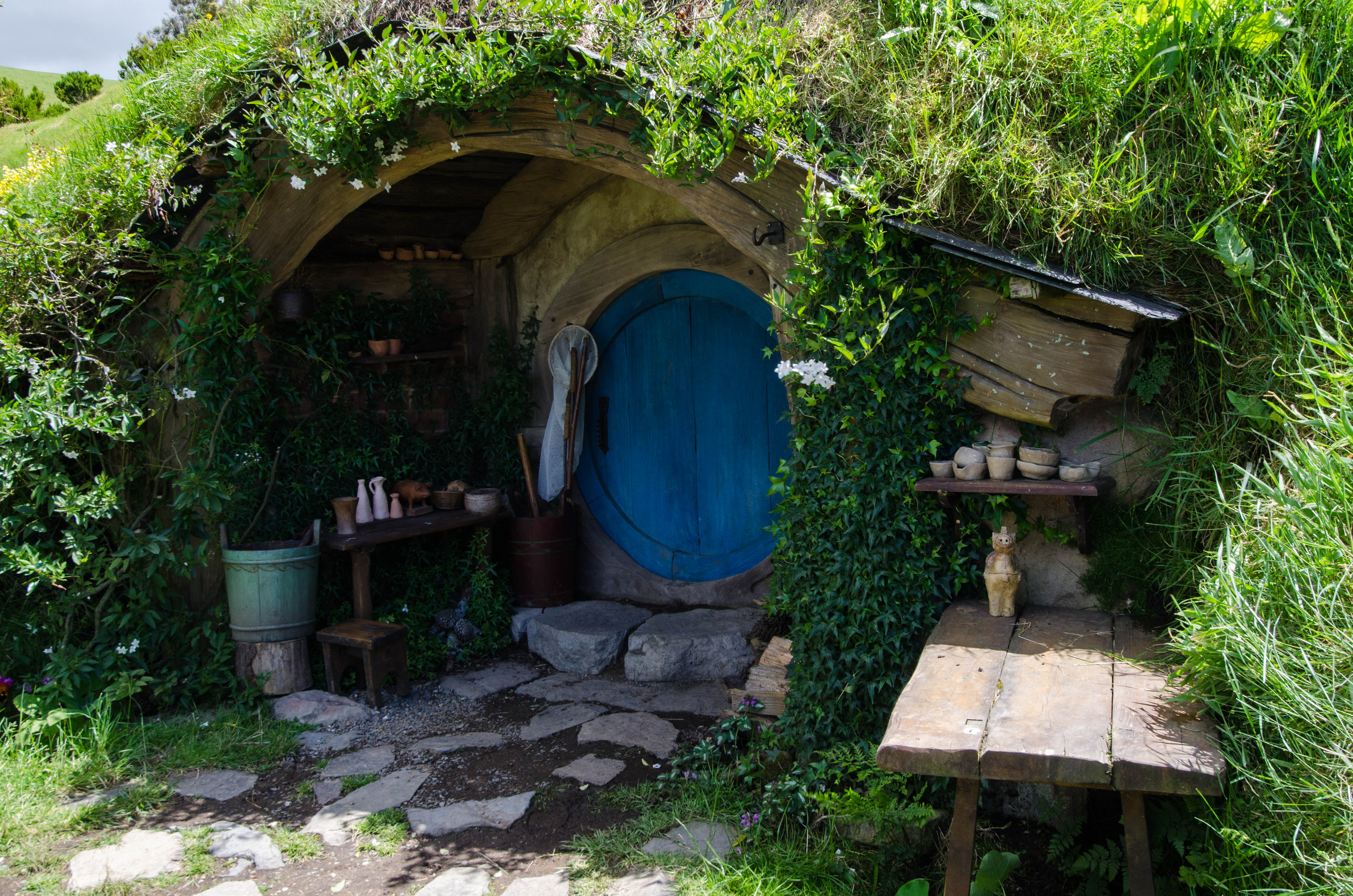
Eine Hobbithöhle im Auenland

Während Frodo sich in die Wälder aufmacht, um Gandalf, der sich angekündigt hat, entgegenzugehen, erinnert sich Bilbo weiter an seine Abenteuer in der Jugend: Eines Morgens vor 60 Jahren sucht der Zauberer Gandalf der Graue Bilbos Hobbithöhle auf und schlägt ihm ein Abenteuer vor, doch Bilbo hat kein Interesse daran, sein beschauliches und sicheres Leben aufzugeben. Gandalf markiert daraufhin unbemerkt Bilbos Tür mit einer Rune, und dieser erhält dann eines Abends überraschend Besuch von Thorin Eichenschild und 12 weiteren (hungrigen) Zwergen, die sich nach der Plünderung seiner Speisekammer mit Gandalf beraten. Thorin Eichenschild plant, mit den 12 Zwergen (Balin, Dwalin, Oin, Glóin, Kili, Fili, Dori, Nori, Ori, Bifur, Bofur und Bombur, aber ohne Unterstützung seines Vetters Dain) zum Einsamen Berg zu gehen, durch eine Geheimtür in den Berg einzudringen und Smaug aus seinem Königreich zu vertreiben. Bilbo erhält ein Angebot, sich als Meisterdieb vertraglich der Gruppe anzuschließen, da die Unauffälligkeit den Hobbits angeblich im Blut liegt. Bilbo wird nach anfänglichem Zögern schließlich doch von seiner Abenteuerlust gepackt und folgt am nächsten Morgen den bereits weitergezogenen Zwergen.
Unterwegs erfährt Bilbo von dem späteren Versuch des Zwergenvolkes, im verlorenen Zwergenreich von Moria eine neue Heimat zu finden, der scheiterte, weil Orks sich inzwischen dort niedergelassen hatten. Deren Anführer, Azog der Schänder, enthauptete in der Schlacht im Schattenbachtal vor den Toren Morias Thorins Großvater Thrór, worauf ihm der junge Königsenkel den linken Arm abhieb und ihn danach für tot hielt. Doch wissen die Zwerge nicht, dass Azog seinen Kampf gegen Thorin überlebt hat und ihn seitdem mit seinem Hass verfolgt. Als Azog von der bevorstehenden Expedition der Zwerge erfährt, setzt er seine Orks gegen sie in Bewegung.
Der Weg der Expedition führt durch die Einsamen Lande. Auf den Trollhöhen übernachtet die Gruppe in einer Ruine, als ihnen von den in der Nähe lagernden Trollen Bill, Tom und Bert mehrere Ponys gestohlen werden. Als Bilbo versucht, die Ponys zurückzuholen, wird er entdeckt, und auch seine Gefährten werden beim Versuch, ihn zu retten, gefangen und sollen den Trollen als Mahlzeit dienen. Als sich die Trolle über die Zubereitung ihrer Beute streiten, erkennt Bilbo seine Chance und schafft es, Zeit zu gewinnen, bis Gandalf zur Rettung eintrifft und mithilfe des Lichts der aufgehenden Sonne die Trolle versteinern lässt. Im Lager der Trolle finden die Abenteurer neben Gold auch die Elbenschwerter 'Glamdring' (für Gandalf), 'Orcrist' (für Thorin) und ein Kurzschwert für Bilbo, das später als 'Stich' bekannt werden soll.
Unterdessen entdeckt der Zauberer Radagast der Braune im Düsterwald, dass sich eine dunkle Macht erhoben hat und den Wald und alle Tiere vergiftet. Er eilt zur alten Festung von Dol Guldur und sieht sich dort mit dem Geist des Hexenkönigs von Angmar und einem wiedererweckten Nekromanten konfrontiert. Radagast eilt daraufhin Gandalf entgegen und übergibt ihm zum Beweis die Morgulklinge des Hexenkönigs. Als Azogs Orks und Warge die Zwerge angreifen, lenkt Radagast sie ab. Als auch die Elben von Bruchtal unter der Führung von Elrond eingreifen, gelingt den Reisenden die Flucht ins verborgene Bruchtal.
Trotz der Feindseligkeit der Zwerge gegenüber dem Volk der Elben (insbesondere vonseiten Thorins, da die Elben unter Thranduil die Zwerge bei Smaugs Überfall im Stich gelassen hatten) wird die Gruppe im Haus des Elbenfürsten freundlich bewirtet, und Elrond hilft bei der Entzifferung der Karte des Einsamen Bergs von Thorins Großvater. In Bruchtal trifft Gandalf auf die anderen Mitglieder des Weißen Rats, den Obersten seines Ordens, Saruman den Weißen und die Elbenherrin von Lothlórien, Galadriel. Gandalf überbringt die Kunde von Radagast, dass ein Nekromant sich erhebe, doch Saruman weist dieses Ereignis als unbedeutend zurück. Lediglich Galadriel schenkt ihm Glauben, und obwohl sie und Elrond die Expedition der Zwerge aus verschiedenen Gründen nicht gutheißen, lassen sie die Zwerge ungehindert ziehen, als diese sich auf eigene Faust wieder auf den Weg machen.
Die Zwerge und Bilbo brechen ins Nebelgebirge auf. Nachdem sie einen Kampf von Steinriesen nur knapp überlebt haben und Bilbo wegen Thorins offensichtlicher Abneigung ihm gegenüber zuerst wieder nach Hause will, werden sie in einer Höhle von Goblins gefangen genommen, einer Unterart der Orks, die sich im Nebelgebirge angesiedelt haben. Bilbo kann entkommen, stürzt aber nach einem Kampf mit einem Goblin in einen Abgrund. Hier beobachtet er das Wesen Gollum, das sich daranmacht, den mit Bilbo abgestürzten Goblin zum Abendessen zu verschleppen; dabei verliert Gollum einen goldenen Ring, den Bilbo an sich nimmt. Als sich Bilbo gegen Gollums multiple Persönlichkeit mit dem Schwert wehrt, einigen sich beide auf ein Rätselspiel: Wenn Bilbo gewinnt, will Gollum ihn zum Ausgang führen, siegt Gollum, darf er Bilbo aufessen. Bilbo gewinnt durch einen Trick, doch als Gollum bemerkt, dass er seinen „Schatz“ verloren hat, verfolgt er den Hobbit. Der erkennt bei der Flucht zufällig, dass der Ring seinen Träger unsichtbar macht. Bilbo erhält kurz vor dem Ausgang die Gelegenheit, Gollum zu töten, aber er lässt davon ab, als er die Verzweiflung in dessen Augen erkennt. Als er daraufhin entkommt, schwört Gollum ihm ewige Rache.
Währenddessen werden die Zwerge dem Goblinkönig vorgeführt, der Azog benachrichtigen lässt und die Gruppe dann foltern will. Doch bevor es dazu kommt, erscheint Gandalf, befreit die Zwerge und tötet den Goblinkönig. Bilbo trifft seine Gefährten auf der Ostseite des Gebirges wieder und zieht mit ihnen weiter, doch Azog und seine Reiter holen sie ein und greifen an. Am Rand eines Abgrunds wird die Gruppe in die Enge gedrängt und gezwungen, sich auf den dort wachsenden Kiefern eine unsichere Zuflucht zu suchen. Als die Warge beginnen, die schlecht verwurzelten Bäume niederzureißen, stellt sich Thorin Azog zum Kampf, wird aber zu Boden gestreckt. Bilbo rettet kurzentschlossen Thorins Leben, und bevor die Orks sie töten können, kommen die von Gandalf herbeigerufenen Großen Adler den Zwergen zu Hilfe und tragen die Gefährten mit sich fort zur Bergspitze des Carrock.
Als Thorin wieder aus seiner Ohnmacht erwacht, bereut er seine früheren Zweifel Bilbo gegenüber und begrüßt ihn endlich als Freund und vollwertiges Mitglied der Gemeinschaft. In der Ferne sieht die Gruppe über den riesigen Düsterwald hinweg den weit entfernten Erebor und beginnt wieder Mut zu fassen für den noch bevorstehenden Weg. Indessen fliegt eine Drossel zum Einsamen Berg und schlägt gemäß einer alten Prophezeiung, die die günstige Rückkehr der Zwerge in ihr altes Reich verheißt, an einen Stein. Durch das Echo ihrer Schläge erwacht im Inneren, unter Gold begraben, der Drache Smaug aus seinem langen Schlaf.

## Unterschiede zum Roman
- Die Zwerge treten am Anfang des Films nicht in der gleichen Reihenfolge auf, wie es im Roman beschrieben ist. Im Film tritt beispielsweise Thorin Eichenschild erst in Erscheinung, nachdem der Hauptteil der übrigen Zwerge es sich bereits in Bilbos Heim bequem gemacht hat, anstatt wie im Roman zeitgleich mit Bifur, Bofur und Bombur als die letzten anzukommen.
- In der Romanvorlage stimmt Bilbo dem Vertrag zu und Gandalf erscheint am nächsten Morgen, nachdem die Zwerge gegangen sind und fragt, wann er gedenke, aufzubrechen. Thorin ließ für Bilbo einen Brief mit der Nachricht über ihr Treffen am folgenden Tag und ihren Aufbruch vom Gasthaus „Zum Grünen Drachen“ von Wassernach aus zurück. Im Film läuft Bilbo den Zwergen nach, die schon ohne ihn aufgebrochen sind, weil sie größtenteils nicht damit rechneten, dass er sie begleitet.[8]
- Bei der Begegnung mit den drei Trollen wird Bilbo im Buch nicht in einen Sack gesteckt, sondern endet bei einem Versuch, Thorin gegen die Trolle zu helfen, auf einem Baum. Gandalf erscheint und bringt die Trolle durch Imitation ihrer Stimmen dazu, sich zu streiten, während es im Film Bilbo ist, der für eine Verzögerung sorgt. Die im Roman vorkommende sprechende Geldbörse wurde komplett gestrichen und durch ein einfaches Messer ersetzt.[9]
- Im Film wird die Gruppe auf dem Weg nach Bruchtal von Orks angegriffen und ihre Ponys laufen ihnen davon. Im Buch reiten sie nach Bruchtal und verlassen mit den Ponys diesen Ort wieder. Weder Galadriel noch Saruman sind in der Vorlage in Bruchtal zugegen, und die Zwerge verweilen mehrere Wochen dort, ehe sie sich von dem Trollerlebnis erholt haben und weiterziehen. Im Film reisen sie heimlich ab. Auch die feindliche und misstrauische Atmosphäre, die im Film zwischen Zwergen und Elben in Bruchtal dargestellt wird, kommt in der Buchvorlage nicht vor.[10]
- Die Abreise erfolgt laut Buchvorlage zusammen mit Gandalf, im Film reisen sie getrennt ab. Im Buch rettet Gandalf die Zwerge aus der Gefangenschaft der Orks und flieht mit ihnen zusammen aus der Höhle. Auf dieser Flucht wird Bilbo von der Gruppe getrennt. Im Film wird Bilbo schon bei der Gefangennahme durch die Orks vom Rest separiert.
- Der Ork Azog tritt im Roman nicht als Antagonist von Thorin Eichenschild auf, sondern wird in der Schlacht vor Moria von Dain II. Eisenfuß getötet.
- Radagast tritt im Film auf, in der Romanvorlage wird er nur erwähnt.
- Der Drache Smaug wird am Ende des Filmes kurz teilweise gezeigt, wie er bedeckt in einem Haufen von Gold und Schätzen der Zwerge liegt, im Roman allerdings liegt er auf den Schätzen. Dies dient zum Aufbau von Spannung für die nächsten beiden Teile der Trilogie, da der Drache im ersten Teil niemals komplett zu sehen ist.
- Am Anfang des Films wird die gesamte Vorgeschichte des Abenteuers erläutert, während im Roman der Hintergrund Stück für Stück erklärt wird.

Diese Erweiterungen und Parallelhandlungen gegenüber der Buchvorlage gehen im Wesentlichen auf die zusätzlichen Informationen zurück, die Tolkien in den Anhängen zum Herrn der Ringe selbst aufgezeichnet hatte.

## Hintergrund

### Besetzung und Synchronisation
Bevor die Dreharbeiten am 21. März 2011 begannen, wurden die Hauptdarsteller im Reiten und Schwertkämpfen ausgebildet, und übten für einen Monat das Bootfahren. Peter Jacksons Absicht war dabei nicht nur die optimale Voraussetzung für den Dreh, sondern auch die Bindung zwischen den Darstellern. Die deutsche Synchronfassung entstand durch die Film- & Fernseh-Synchron GmbH (FFS). Klaus Bickert schrieb das Dialogbuch, Katrin Fröhlich führte die Dialogregie. Christine Roche und Klaus-Rüdiger Paulus übersetzten die Liedtexte ins Deutsche, Thomas Amper leitete die musikalischen Aufnahmen. Nach dem Tod von Achim Höppner, dem Sprecher von Gandalf, im Jahr 2006, musste nach einem Ersatz gesucht werden. Zwar wurde Gandalf in den beiden veröffentlichten Trailern von Gunter Schoß synchronisiert, im fertigen Film ist aber der Schauspieler und Synchronsprecher Eckart Dux zu hören. Die restliche Schauspiel- und Synchronbesetzung ähnelt der der Herr-der-Ringe-Trilogie:
| Figur                | Darsteller           | Deutscher Sprecher        |
| -------------------- | -------------------- | ------------------------- |
| Bilbo Beutlin (jung) | Martin Freeman       | Manuel Straube            |
| Bilbo Beutlin (alt)  | Ian Holm             | Mogens von Gadow          |
| Gandalf              | Ian McKellen         | Eckart Dux                |
| Thorin Eichenschild  | Richard Armitage     | Torben Liebrecht (Dialog) |
| Thorin Eichenschild  | Richard Armitage     | Thomas Amper (Gesang)     |
| Balin                | Ken Stott            | Alexander Pelz            |
| Bofur                | James Nesbitt        | Michael Lott              |
| Galadriel            | Cate Blanchett       | Dörte Lyssewski           |
| Elrond               | Hugo Weaving         | Wolfgang Condrus          |
| Saruman              | Christopher Lee      | Otto Mellies              |
| Gollum / Sméagol     | Andy Serkis          | Andreas Fröhlich          |
| Frodo Beutlin        | Elijah Wood          | Timmo Niesner             |
| Radagast             | Sylvester McCoy      | Erich Ludwig              |
| Großer Ork           | Barry Humphries      | Hartmut Neugebauer        |
| Dwalin               | Graham McTavish      | Tilo Schmitz              |
| Óin                  | John Callen          | Lutz Schnell              |
| Glóin                | Peter Hambleton      | Uli Krohm                 |
| Kíli                 | Aidan Turner         | Stefan Günther            |
| Fíli                 | Dean O’Gorman        | Tim Knauer                |
| Dori                 | Mark Hadlow          | Tobias Lelle              |
| Nori                 | Jed Brophy           | Hans-Georg Panczak        |
| Ori                  | Adam Brown           | Nic Romm                  |
| Bifur                | William Kircher      | —                         |
| Bombur               | Stephen Hunter       | —                         |
| Lindir               | Bret McKenzie        | Pascal Breuer             |
| Thranduil            | Lee Pace             | —                         |
| Thrór                | Jeffrey Thomas       | Bert Franzke              |
| Thráin II.           | Thomas Robins        | —                         |
| Azog                 | Manu Bennett         | —                         |
| Yazneg               | John Rawls           | —                         |
| Fimbul               | Stephen Ure          | —                         |
| Grinnah              | Stephen Ure          | Matthias Kupfer           |
| Bolg                 | Conan Stevens        | —                         |
| Orkschreiber         | Kiran Shah           | —                         |
| Nekromant            | Benedict Cumberbatch | —                         |
| Meister Wohlwurz     | Timothy Bartlett     | Karl-Heinz Knaup          |
| Bill                 | Peter Hambleton      | Torsten Münchow           |
| Tom                  | William Kircher      | Jörg Reitbacher-Stuttmann |
| Bert                 | Mark Hadlow          | Christoph Jablonka        |

### Drehbuch
Das Drehbuch zum Film wurde von Peter Jackson und seinen langjährigen Mitarbeitern Fran Walsh, Philippa Boyens und Guillermo del Toro verfasst.

### Produktion und Regie
Hauptverantwortlich für die Produktion waren New Line Cinema, Peter Jacksons Unternehmen WingNut Films und Metro-Goldwyn-Mayer. Warner Bros. ist für die weltweite Vermarktung und Verbreitung des Films zuständig.
Nach dem finanziellen Erfolg der Herr-der-Ringe-Trilogie, der durch zahlreiche positive Filmkritiken unterstrichen wurde, beschäftigte sich Regisseur und Drehbuchautor Peter Jackson mit Tolkiens Roman Der Hobbit. Ursprünglich war Jackson als Produzent vorgesehen, während Guillermo del Toro als Regisseur fungieren sollte. Im Mai 2010 verließ del Toro das Projekt aufgrund von Verzögerungen, die hauptsächlich wegen finanzieller Probleme der Produktionsfirma Metro-Goldwyn-Mayer verursacht wurden. Im Oktober desselben Jahres wurde Jackson als sein Nachfolger angekündigt.
Die ersten beiden Filme der insgesamt dreiteiligen Verfilmung wurden gemeinsam gedreht. Die Dreharbeiten begannen am 21. März 2011 in Neuseeland und endeten nach 266 Drehtagen am 6. Juli 2012. Die Produktionskosten des Streifens beliefen sich auf rund 270 Millionen US-Dollar (≈204 Millionen Euro). Die Nachbearbeitung des Films endete am 26. November, nur zwei Tage vor der offiziellen Weltpremiere am 28. November in Neuseeland.

### Filmmusik
Die Filmmusik wurde wie schon bei den Der-Herr-der-Ringe-Filmen von Howard Shore komponiert; Aufnahmen dazu entstanden in den Londoner Abbey Road Studios. Der Abspanntitel trägt den Namen Song of the Lonely Mountain und wurde von Neil Finn eingesungen. Das Soundtrackalbum stieg in den Vereinigten Staaten und in Südkorea in die Top-10 der Charts ein.

## Wissenswertes
Die drei versteinerten Trolle sind noch einmal in der Verfilmung Der Herr der Ringe: Die Gefährten zu sehen, wo sie von den Gefährten als Rastplatz genutzt und anhand von Bilbos Erzählungen wiedererkannt werden. Diese Szene ist nur in der Extended Edition enthalten.

## Veröffentlichung und Promotion

### Marketing
Der erste Trailer des Films wurde am 20. Dezember 2011 im Internet veröffentlicht, einen Tag später lief der Trailer vor dem von Peter Jackson produzierten Film Die Abenteuer von Tim und Struppi – Das Geheimnis der Einhorn im Kino. Bei der San Diego Comic-Con International 2012 erschienen die Darsteller und Crewmitglieder Peter Jackson, Martin Freeman, Ian McKellen, Richard Armitage, Andy Serkis, Elijah Wood und Drehbuchautorin Philippa Boyens um exklusiv 12 Minuten des Films vorzuführen.
Am 8. Oktober 2012 kündigte Wellingtons Bürgermeisterin Celia Wade-Brown an, dass man für die Premierenwoche von Der Hobbit: Eine unerwartete Reise die Hauptstadt Neuseelands in Middle of Middle-earth (dt. Mitte von Mittelerde) umbenennen werde.

### Premiere
| Internationale Veröffentlichungen von Der Hobbit: Eine unerwartete Reise | Internationale Veröffentlichungen von Der Hobbit: Eine unerwartete Reise | Internationale Veröffentlichungen von Der Hobbit: Eine unerwartete Reise |
| Land                                                                     | Filmtitel                                                                | Premiere                                                                 |
| ------------------------------------------------------------------------ | ------------------------------------------------------------------------ | ------------------------------------------------------------------------ |
| Neuseeland                                                               | The Hobbit: An Unexpected Journey                                        | 28. November 2012 (Weltpremiere)                                         |
| Belgien                                                                  | Bilbo le Hobbit : un voyage inattendu                                    | 12. Dezember 2012                                                        |
| Dänemark                                                                 | Hobbitten: En uventet rejse                                              | 12. Dezember 2012                                                        |
| Finnland                                                                 | Hobitti – Odottamaton matka                                              | 12. Dezember 2012                                                        |
| Frankreich                                                               | Bilbo le Hobbit : un voyage inattendu                                    | 12. Dezember 2012                                                        |
| Niederlande                                                              | De Hobbit: Een onverwachte reis                                          | 12. Dezember 2012                                                        |
| Neuseeland                                                               | The Hobbit: An Unexpected Journey                                        | 12. Dezember 2012                                                        |
| Norwegen                                                                 | Hobbiten: En uventet reise                                               | 12. Dezember 2012                                                        |
| Schweden                                                                 | Hobbit: En oväntad resa                                                  | 12. Dezember 2012                                                        |
| Schweiz                                                                  | Der Hobbit: Eine unerwartete Reise                                       | 12. Dezember 2012                                                        |
| Argentinien                                                              | El Hobbit: Un viaje inesperado                                           | 13. Dezember 2012                                                        |
| Bosnien und Herzegowina                                                  | Hobit: Neocekivano putovanje                                             | 13. Dezember 2012                                                        |
| Chile                                                                    | El Hobbit: Un viaje inesperado                                           | 13. Dezember 2012                                                        |
| Kroatien                                                                 | Hobit: Neočekivano putovanje                                             | 13. Dezember 2012                                                        |
| Deutschland                                                              | Der Hobbit: Eine unerwartete Reise                                       | 13. Dezember 2012                                                        |
| Griechenland                                                             | Χόμπιτ: Ένα Αναπάντεχο Ταξίδι                                            | 13. Dezember 2012                                                        |
| Hongkong                                                                 | 霍比特人：意外旅程                                                       | 13. Dezember 2012                                                        |
| Ungarn                                                                   | A hobbit: Váratlan utazás                                                | 13. Dezember 2012                                                        |
| Irland                                                                   | The Hobbit: An Unexpected Journey                                        | 13. Dezember 2012                                                        |
| Israel                                                                   | Ha’Hobbit: masa bilti tzafui                                             | 13. Dezember 2012                                                        |
| Italien                                                                  | Lo Hobbit – Un viaggio inaspettato                                       | 13. Dezember 2012                                                        |
| Österreich                                                               | Der Hobbit: Eine unerwartete Reise                                       | 13. Dezember 2012                                                        |
| Portugal                                                                 | O Hobbit: Uma Viagem Inesperada                                          | 13. Dezember 2012                                                        |
| Serbien                                                                  | Hobit: Neočekivano putovanje                                             | 13. Dezember 2012                                                        |
| Singapur                                                                 | 霍比特人：意外旅程                                                       | 13. Dezember 2012                                                        |
| Slowenien                                                                | Hobit: Nepričakovano potovanje                                           | 13. Dezember 2012                                                        |
| Thailand                                                                 | เดอะ ฮอบบิท: การผจญภัยสุดคาดคิด                                              | 13. Dezember 2012                                                        |
| Vereinigtes Königreich                                                   | The Hobbit: An Unexpected Journey                                        | 13. Dezember 2012                                                        |
| Brasilien                                                                | O Hobbit: Uma Jornada Inesperada                                         | 14. Dezember 2012                                                        |
| Bulgarien                                                                | Хобит: Неочаквано пътешествие                                            | 14. Dezember 2012                                                        |
| Kanada                                                                   | The Hobbit: An Unexpected Journey                                        | 14. Dezember 2012                                                        |
| Estland                                                                  | Kääbik: Ootamatu teekond                                                 | 14. Dezember 2012                                                        |
| Japan                                                                    | ホビット 思いがけない冒険                                                | 14. Dezember 2012                                                        |
| Litauen                                                                  | Hobitas: nelaukta kelione                                                | 14. Dezember 2012                                                        |
| Paraguay                                                                 | El Hobbit: un Viaje Inesperado                                           | 14. Dezember 2012                                                        |
| Rumänien                                                                 | Hobbitul: O Calatorie Neasteptata                                        | 14. Dezember 2012                                                        |
| Südafrika                                                                | The Hobbit: An Unexpected Journey                                        | 14. Dezember 2012                                                        |
| Spanien                                                                  | El Hobbit: Un viaje inesperado                                           | 14. Dezember 2012                                                        |
| Türkei                                                                   | Hobbit: Beklenmedik Seyahat                                              | 14. Dezember 2012                                                        |
| Vereinigte Staaten                                                       | The Hobbit: An Unexpected Journey                                        | 14. Dezember 2012                                                        |
| Armenien                                                                 | Հոբիթ:Անսպասելի ճամփորդություն                                           | 19. Dezember 2012                                                        |
| Russland                                                                 | Хоббит: Нежданное путешествие                                            | 19. Dezember 2012                                                        |
| Ukraine                                                                  | Гобіт: Неочікувана подорож                                               | 20. Dezember 2012                                                        |
| Kolumbien                                                                | El Hobbit: Un viaje inesperado                                           | 25. Dezember 2012                                                        |
| Australien                                                               | The Hobbit: An Unexpected Journey                                        | 26. Dezember 2012                                                        |
| Island                                                                   | The Hobbit: An Unexpected Journey                                        | 26. Dezember 2012                                                        |
| Polen                                                                    | Hobbit: Niezwykla podróz                                                 | 28. Dezember 2012                                                        |
| Mongolei                                                                 | Хоббит                                                                   | 11. Januar 2013                                                          |
| Nordmazedonien                                                           | Хобит: Неочекувано Патување                                              | 31. Januar 2013                                                          |
| Volksrepublik China                                                      | 霍比特人：意外旅程                                                       | 15. Februar 2013                                                         |

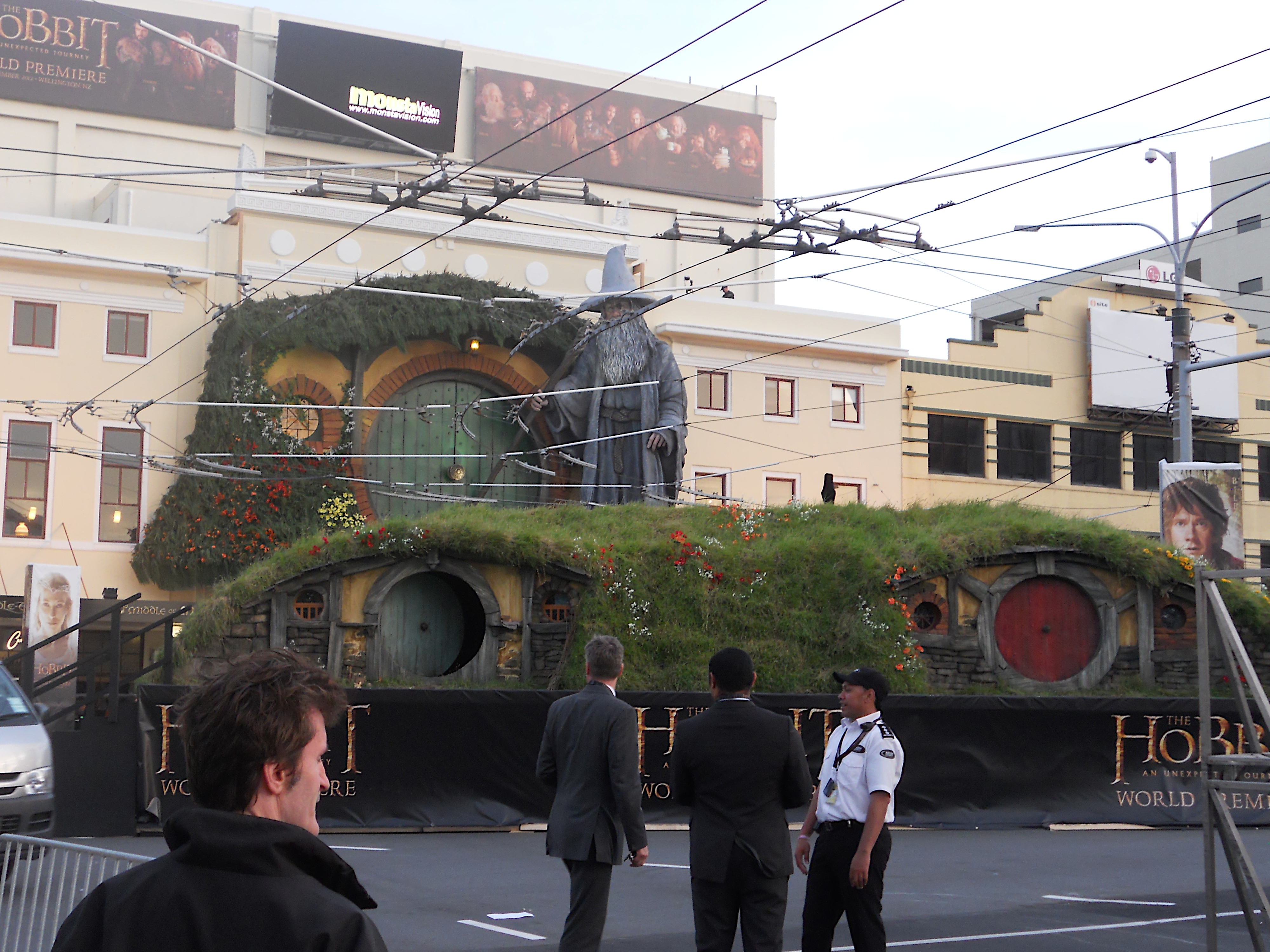
Ein Aufsteller vor dem Embassy Theatre in Wellington bei der Weltpremiere von Der Hobbit: Eine unerwartete Reise.

Die Weltpremiere von Der Hobbit: Eine unerwartete Reise fand am 28. November 2012 in Wellington, Neuseeland statt. Der Kinostart erfolgte in Neuseeland am 12. Dezember, in Europa am 13. Dezember, in Indien, Kanada und den Vereinigten Staaten am 14. Dezember und in Australien am 26. Dezember. Der Streifen wurde auch auf der 65. Royal Film Performance am 12. Dezember vorgeführt.
Rund 100.000 Menschen warteten am roten Teppich der Filmpremiere am Courtenay Place und die gesamte Veranstaltung wurde live im neuseeländischen Fernsehen ausgestrahlt, sowie in Livestreams im Internet übertragen.

### Heimkino
Der Film ist in Deutschland und Österreich am 19. April 2013 auf DVD und Blu-ray erschienen, in den Vereinigten Staaten bereits am 19. März. Am 15. November erschien zusätzlich eine Extended Edition. Diese ist gut 15 Minuten länger als die Kinofassung und enthält unter anderem einige zusätzliche Szenen, die die Geschichte von Smaugs Eroberung von Erebor und den Aufenthalt von Thorins Gemeinschaft in Bruchtal mehr detaillieren. Sie ist auf Deutsch in vier Versionen erschienen:
- 3-Disc-Edition mit Extended Edition in 2D auf Blu-ray
- 5-Disc-Edition mit Extended Edition in 3D und 2D auf Blu-ray
- 5-Disc-Edition mit Extended Edition auf DVD
- Limitierte Sammler-Edition mit dem 5-Disc-Set auf Blu-ray und einer Weta-Statue von Bilbo und Gollum[33]

In einigen Ländern wie den USA erschien schon am 24. Oktober die Extended Edition über iTunes als Download.
Laut TorrentFreak war der Film mit 8,4 Millionen illegalen Downloads der meistheruntergeladene Film via BitTorrent des Jahres 2013.
Im Dezember 2020 erschien Eine unerwartete Reise, zusammen mit den anderen beiden Filmen der Trilogie, mit einer 4K-Bildauflösung als Extended Edition auf Ultra HD Blu-ray.

### Fernsehausstrahlung
Die Rechte für die zukünftige Ausstrahlung im Free-TV sicherte sich zunächst die Tele München Gruppe. Für die Ausstrahlung war der Fernsehsender RTL zuständig, wie im März 2013 bekannt wurde. Am 30. November wurde der Film in der Extended Edition im Fernsehen ausgestrahlt. Der österreichische Sender ORF eins zeigte den Film bereits eine Woche früher am 23. November 2014.

### Einspielergebnisse
Weltweit spielte Der Hobbit: Eine unerwartete Reise am Startwochenende 168,3 Mio. Euro (160,6 Mio. Schweizer Franken) ein. In der zweiten Januarwoche 2013 übertraf Der Hobbit: Eine unerwartete Reise mit zu dem Zeitpunkt 887,5 Mio. US-Dollar (819,9 Mio. Euro; 782,5 Mio. Schweizer Franken) die 869,3 Mio. US-Dollar (803,1 Mio. Euro; 766,5 Mio. Schweizer Franken) Einspielergebnis des ersten Films der Der-Herr-der-Ringe-Trilogie, Der Herr der Ringe: Die Gefährten (inflationsbereinigt entspricht das Einspielergebnis von Der Herr der Ringe: Die Gefährten etwa einem heutigen Gegenwert von 1.330 Mio. US-Dollar bzw. 1,229 Mrd. Euro oder 0,882 Mrd. Schweizer Franken). In der vierten Januarwoche überschritt Der Hobbit: Eine unerwartete Reise mit zu dem Zeitpunkt 925,4 Mio. US-Dollar (855 Mio. Euro; 816 Mio. Schweizer Franken) die 923,3 Mio. US-Dollar (853 Mio. Euro; 814,1 Mio. Schweizer Franken) Einspielergebnis des zweiten Films der Der-Herr-der-Ringe-Trilogie, Der Herr der Ringe: Die zwei Türme (inflationsbereinigt entspricht das Einspielergebnis von Der Herr der Ringe: Die zwei Türme etwa einem heutigen Gegenwert von 1.413 Mio. US-Dollar bzw. 1,305 Mrd. Euro oder 1,245 Mrd. Schweizer Franken).
Bis zum 22. April 2013 hat Der Hobbit: Eine unerwartete Reise weltweit an den Kinokassen Gesamteinnahmen in Höhe von 1017 Mio. US-Dollar (939,6 Mio. Euro; 896,7 Mio. Schweizer Franken) erzielt, davon 303 Mio. US-Dollar (279,9 Mio. Euro; 267,2 Mio. Schweizer Franken) in Nordamerika (Vereinigten Staaten und Kanada) sowie 88,8 Mio. US-Dollar (82 Mio. Euro; 78,3 Mio. Schweizer Franken) in Deutschland und 8,6 Mio. US-Dollar (7,9 Mio. Euro; 7,6 Mio. Schweizer Franken) in Österreich. Der Hobbit avancierte damit zum vierterfolgreichsten Film 2012 und liegt auf Platz 53 (Stand: 31. Dezember 2024) der erfolgreichsten Filme aller Zeiten.
Deutschsprachiger Raum
Bereits am Startwochenende (15. und 16. Dezember 2012) sicherte sich Eine unerwartete Reise den 1. Platz der Kinocharts und brachte durch 1,08 Mio. Zuschauer 11,4 Mio. Euro (10,9 Mio. Schweizer Franken) ein; sind die Vorabaufführungen einberechnet, spielte der Streifen sogar 13 Mio. Euro (12,4 Mio. Schweizer Franken) von 1,23 Mio. Zuschauern ein. Auch noch nach drei Wochen stand er mit über einer Million Zuschauer auf Platz 1, mittlerweile sahen ihn rund 4,5 Millionen Deutsche in den Kinosälen. In Österreich spielte der Film insgesamt 5,7 Mio. Euro (5,4 Mio. Schweizer Franken) ein, wobei 1,2 Mio. Euro (1,1 Mio. Schweizer Franken) am Startwochenende umgesetzt wurden. In Deutschland wurde der Film 6.607.048 mal gesehen. Im Jahr 2013 wurden bundesweit 1.856.257 Besucher an den deutschen Kinokassen gezählt, womit der Film den 14. Platz der meistbesuchten Filme des Jahres belegte.
USA
Auch in den USA schaffte es Der Hobbit: Eine unerwartete Reise, sich an der Spitze der Kinocharts festzusetzen. Mit 84,6 Mio. US-Dollar (78,2 Mio. Euro; 74,6 Mio. Schweizer Franken) erzielte der Film auch einen neuen Rekord. Kein anderer Film startete je im Dezember besser.
Andere Länder
Außerhalb der Vereinigten Staaten spielte der Film insgesamt 708,1 Mio. US-Dollar (654,2 Mio. Euro; 624,4 Mio. Schweizer Franken) ein, davon 138 Mio. US-Dollar (127,5 Mio. Euro; 121,7 Mio. Schweizer Franken) am Startwochenende. Die größten Anteile an dem Ergebnis des Startwochenendes haben Großbritannien mit 18,8 US-Dollar (17,4 Mio. Euro; 16,6 Mio. Schweizer Franken) und Russland mit 17,9 US-Dollar (16,5 Mio. Euro; 15,8 Mio. Schweizer Franken). In Schweden gelang es nur Harry Potter und die Heiligtümer des Todes: Teil 2 besser an einem Wochenende zu starten.

## Rezeption

### Kritiken
Der Hobbit: Eine unerwartete Reise erhielt ein eher gutes Presseecho, was sich auch in den Auswertungen US-amerikanischer Aggregatoren widerspiegelt. So erfasst Rotten Tomatoes mehrheitlich wohlwollende Besprechungen und ordnet den Film dementsprechend als „Frisch“ ein. Laut Metacritic fallen die Bewertungen im Mittel „Gemischt oder Durchschnittlich“ aus. Besonders kritisiert wurde allerdings, dass der erste Akt des Films zu aufgeblasen und lang sei und zu wenig Dringlichkeit besitze.

„Der Hobbit zwingt das Publikum auf einen Hindernisparkour, bevor der Spaß losgeht. Erst muss man den Anblick überwinden. […] Dann gibt es da die Länge. […] Es ist Mittelerde im Übermaß und vielleicht etwas mutlos. Aber keine Sorge. […] Es hilft enorm, dass Gandalf der Zauberer (Ian McKellan, immer ein Vergnügen) dabei ist und die wilde Fahrt wilder macht.“

Während die Redaktion von MovieMaze den Film sehr unterschiedlich aufnahm, war Ulrich Lössl beim Spiegel begeistert:

„Eine unerwartete Reise verzaubert mit Humor und Poesie, überwältigt mit gewaltiger Action, fesselt mit sensationeller Technik und begeistert mit brillanten Stars. Ein Meisterwerk. […] Der erste Teil seines Hobbit-Epos glänzt mit unvergesslichen Bildern, er facht die Emotionen an und erschafft Momente voll verträumter Poesie.“

Auf die Bandbreite des Films zwischen Kitsch und Kammerspiel geht Dietmar Dath ein.

„Sehr selten tut Jackson […] des Guten tatsächlich zu viel: Ein zitternder Schnuppernäschen-Igel im Todeskampf weckt das Verlangen nach der Insulinspritze, und Steinriesen, die sich mit ihren Köpfen ihre Köpfe einrennen, treiben den Gigantismus ins Lächerliche. Auch patscht ein ziemlich stumpfer Körperhumor – es wird gerotzt und gerülpst, wie sich das weder Bud Spencer noch Louis de Funès in ihren einfallslosesten Momenten getraut hätten – zu oft und zu gern im Matsch. Der Quatsch findet sich allerdings ausbalanciert durch unübersehbare Hinweise darauf, dass Jackson den Menschen, die er unterhalten will, Intelligenz zutraut: Sosehr  zum Beispiel physischer Horror zwischen Blutspritzern und Ungeheuern mit Schilddrüsenfehlfunktion sich breitmacht, so kammerspielhaft präzise ist der unheimliche Rätselwettkampf zwischen Bilbo und Gollum in der eiskalten Höhle des Letzteren inszeniert – ein Bonbon der Kinogotik, wie es etwa Tim Burton seinen nach derlei lechzenden Fans seit zwanzig Jahren nicht mehr serviert hat.“

Für Sophie Albers ist die neue Technik der High Frame Rate, die im Film erstmals eingesetzt wurde, eher ein Nachteil des Films.

„[…] auf Grund dieses Hyperrealismus ist Der Hobbit – vor allem in der ersten Hälfte – so kalt wie ein toter Fisch. […] Schon in den ersten 48 Bildern in einer Sekunde hat der Film den leblosen Charme eines Heimvideos. […] Deshalb berührt dieser Film auch so wenig. Der Raum für die eigene Fantasie, in dem wir normalerweise die Brücke in die Filmrealität zimmern, ist zugemüllt mit überflüssiger Information.“

Die Jury der Deutsche Film- und Medienbewertung (FBW) beurteilt den Film wie folgt:

„Das Kernstück des Films ist eindeutig Bilbos Rätselwettstreit mit Gollum in der Höhle. Solch eine dramatische, intime und vitale Sequenz hat es bisher zwischen einer digitalen Figur und einem Schauspieler noch nicht gegeben. Und hier wird auch zum ersten Mal deutlich, was für ein gewitzter, kühner, aber auch barmherziger Held Bilbo Beutlin ist. Doch leider ist diese Sequenz auch sehr lang. Und dieser Einwand gilt bei aller filmtechnischen Finesse auch für einige andere Stellen im Film. Dadurch, dass die Drehbuchautoren sich auch bei anderen Texten von Tolkien bedient haben, ist die Erzählung dramaturgisch überladen. Die Action- und Kampfszenen wirken zunehmend redundant und zudem rückt der Held der Geschichte in ihnen zu sehr in den Hintergrund. Weniger wäre hier mehr gewesen.“

### Auszeichnungen und Nominierungen
Der Film wurde für drei Oscars nominiert, nämlich in den Kategorien „Bestes Make-up und Beste Frisuren“, „Beste visuelle Effekte“ und „Bestes Szenenbild“. Bei den britischen BAFTA-Awards sah es ähnlich aus, denn dort wurde der Film in den Kategorien „Beste visuelle Effekte“, „Beste Maske“ und „Bester Ton“ nominiert. Doch in keiner der sechs Kategorien ist der Film ausgezeichnet worden. Dagegen konnte der Streifen aber Empire Awards gewinnen, einmal Martin Freeman in seiner Rolle als Bilbo Beutlin und allgemein als „Bester Fantasyfilm“. Freeman selbst wartet noch auf die Verleihung der MTV Movie Awards, bei denen er als „Bester Angsthase“ nominiert ist. Weiter wurde der Film für neun Saturn Awards nominiert und ist damit Favorit bei der Verleihung. Sogar der erste Teil von Der Herr der Ringe, Der Herr der Ringe: Die Gefährten brachte es „nur“ auf acht. Nominiert wurden neben den Schauspielern Martin Freeman („Bester Hauptdarsteller“) und Ian McKellen („Bester Nebendarsteller“) auch Regisseur Peter Jackson („Beste Regie“) und Komponist Howard Shore („Beste Musik“) Zwar war der Film für die Kategorien „Bestes Szenenbild“, „Beste Kostüme“, „Bestes Make-up“ und „Beste visuelle Effekte“ bei den Critics Choice Awards nominiert, jedoch gingen die Preise an andere Filme.